# ブルズネンゴ
ブルズネンゴ（伊: Brusnengo）は、イタリア共和国ピエモンテ州ビエッラ県にある、人口約2,100人の基礎自治体（コムーネ）。

## 地理

### 位置・広がり

#### 隣接コムーネ
隣接するコムーネは以下の通り。括弧内のVCはヴェルチェッリ県所属を示す。
- クリーノ
- マッセラーノ
- ロアージオ (VC)
- ロヴァゼンダ (VC)